# Archäologisches Museum Nemea

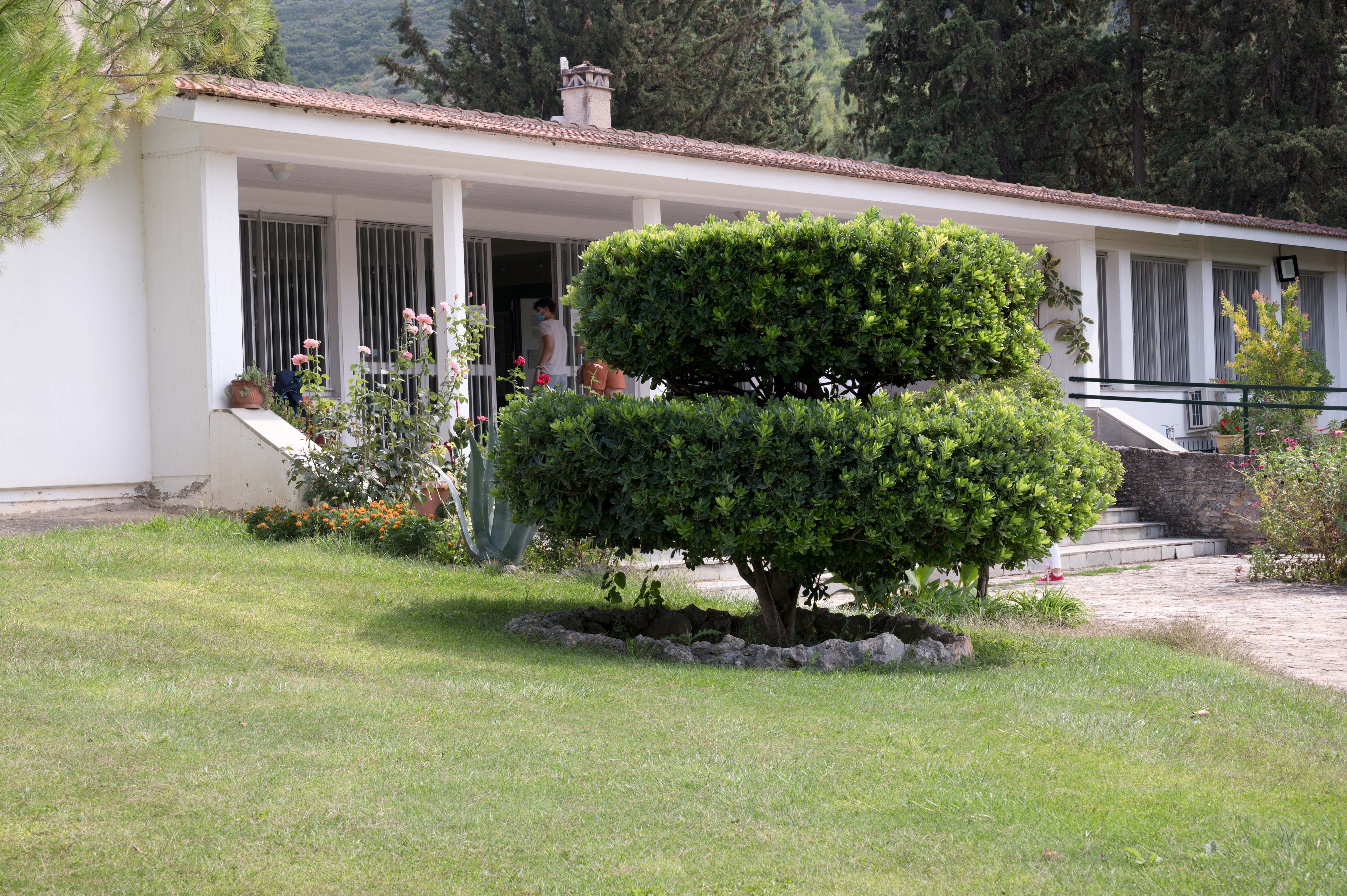
Archäologisches Museum Nemea

Das Archäologische Museum Nemea (griechisch Αρχαιολογικό Μουσείο Νεμέας) ist ein Museum in Nemea, Korinthia, Griechenland. Es wurde von der University of California erbaut und im Jahr 1984 an den griechischen Staat übergeben. Das Museum befindet sich am Eingang der archäologischen Ausgrabungsstätte von Nemea. Dort und in der näheren Umgebung findet man Ausgrabungen mit Funden von der Kupfer- bis zur byzantinischen Zeit.

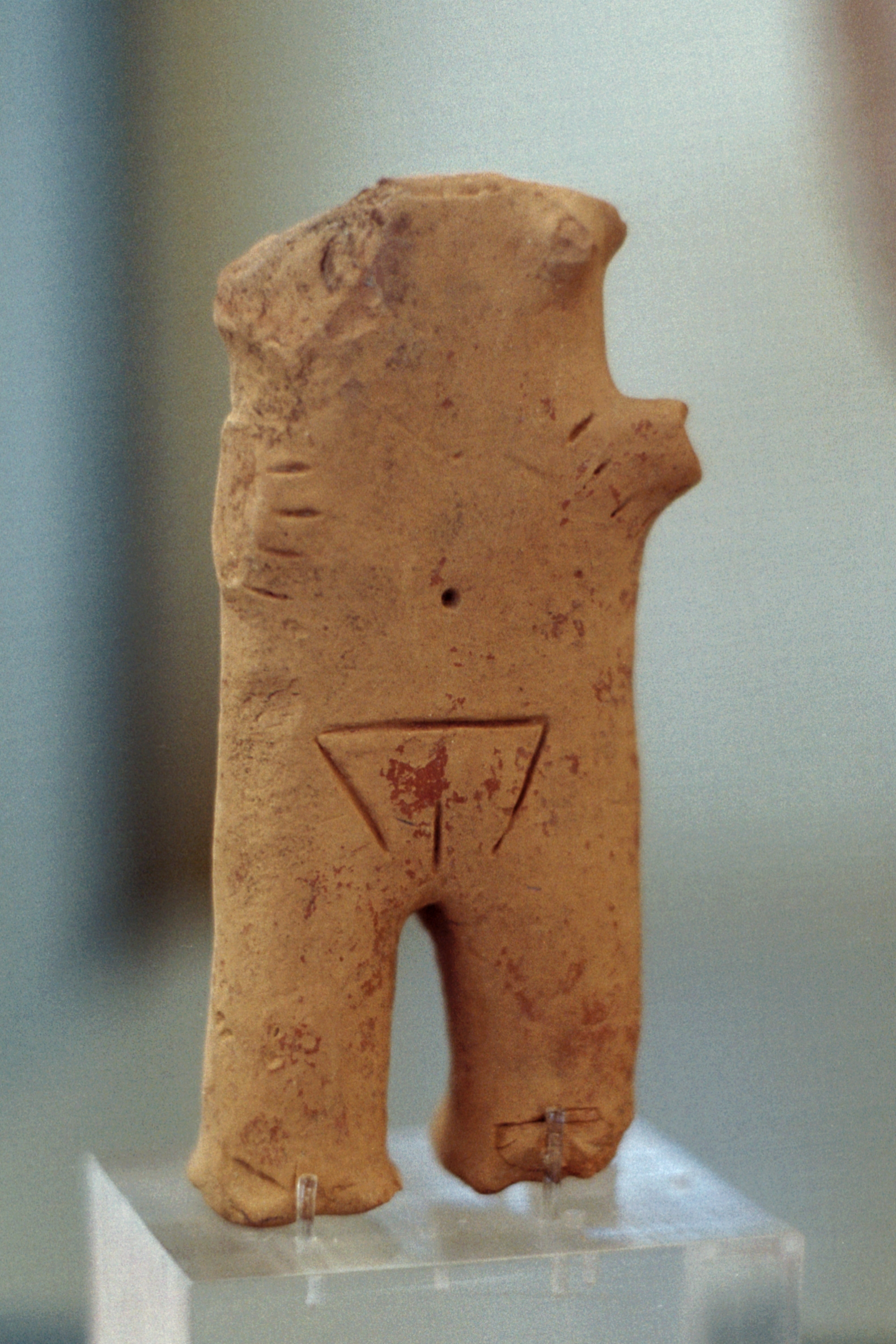
Weibliche Figur (Fragment), aus Phleius, 4500–3200 v. Chr.
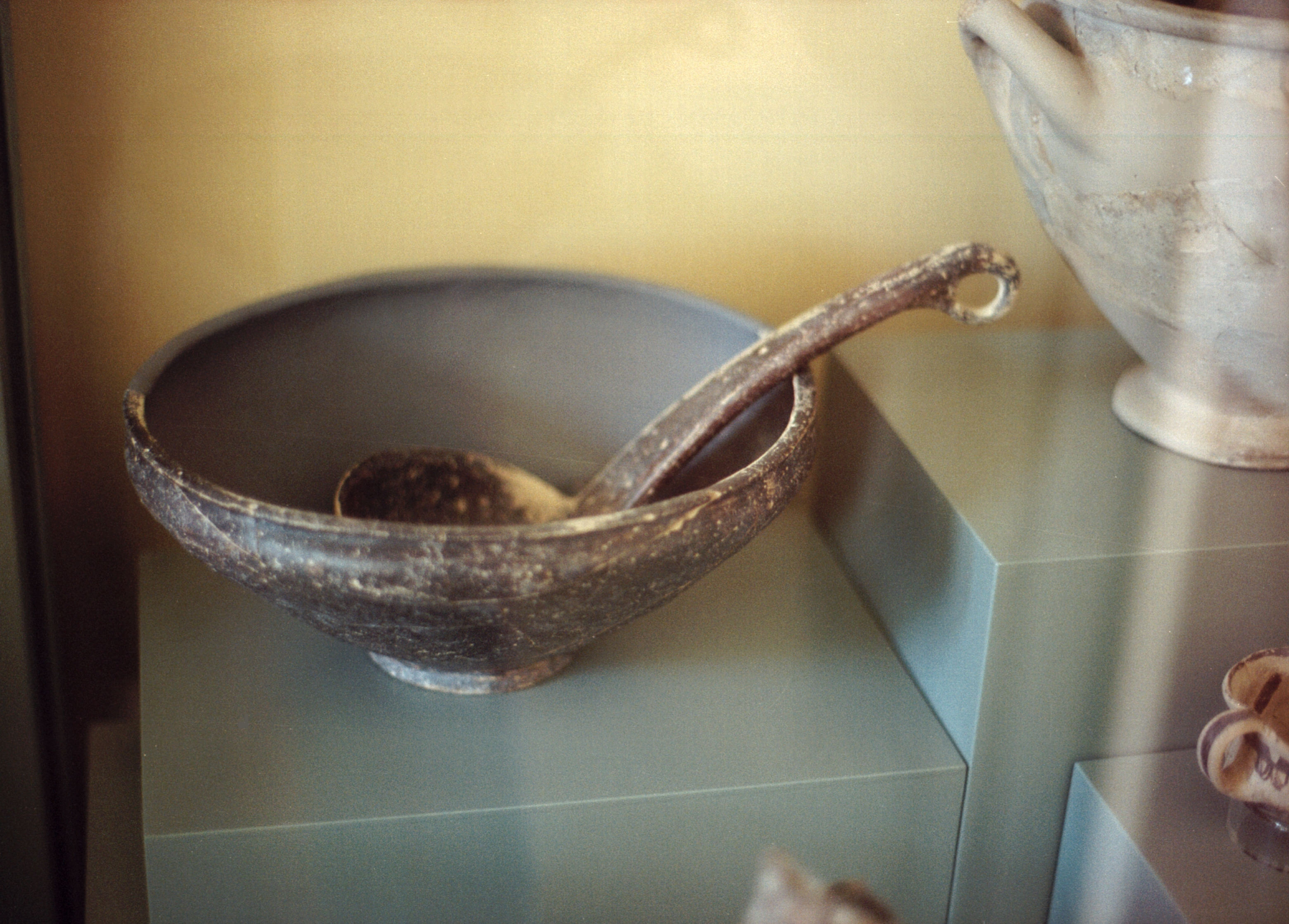
Frühhelladische Keramik, 2700–2200 v. Chr.
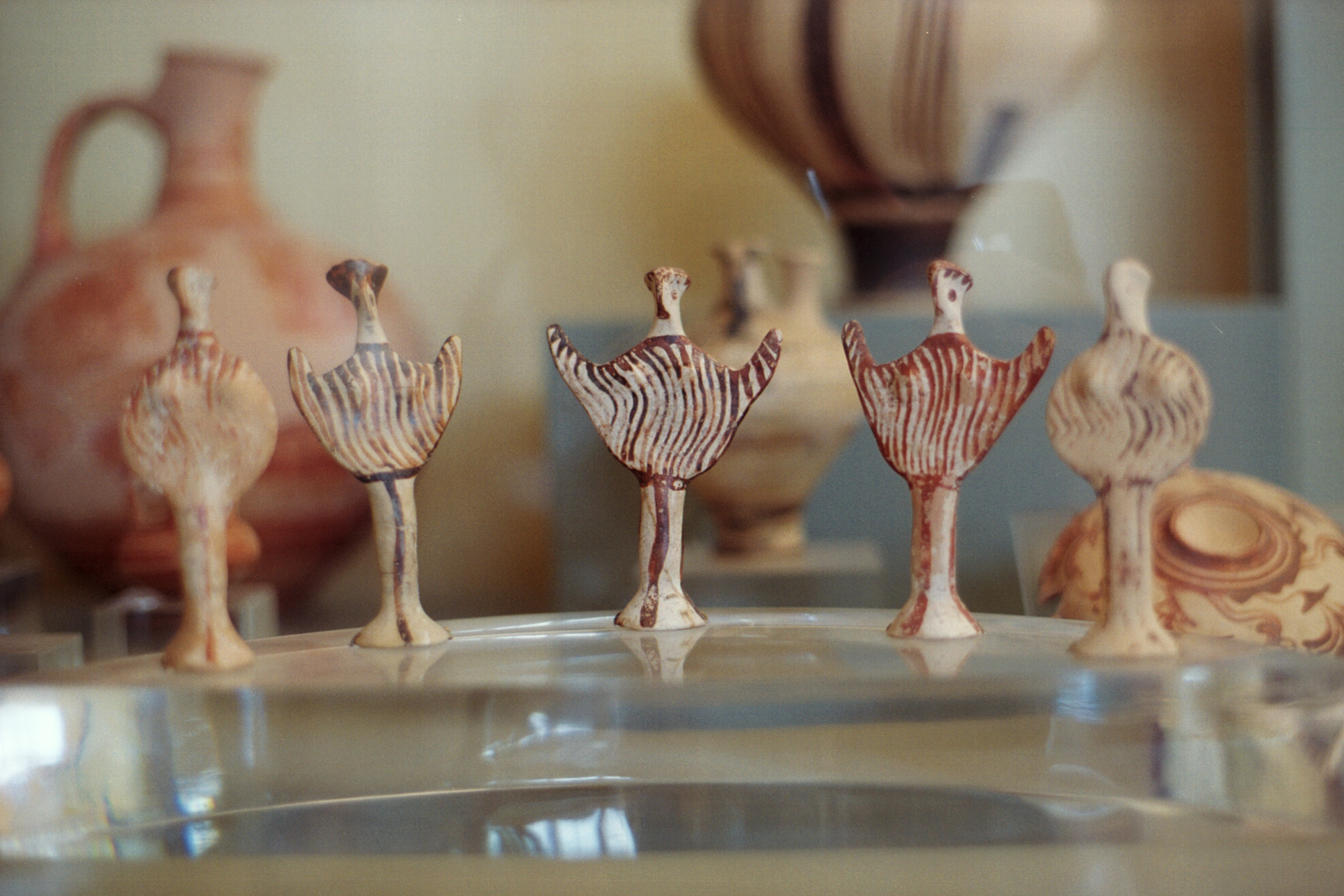
Mykenische Figuren, „Vogelgöttinnen“, 1400–1200 v. Chr.
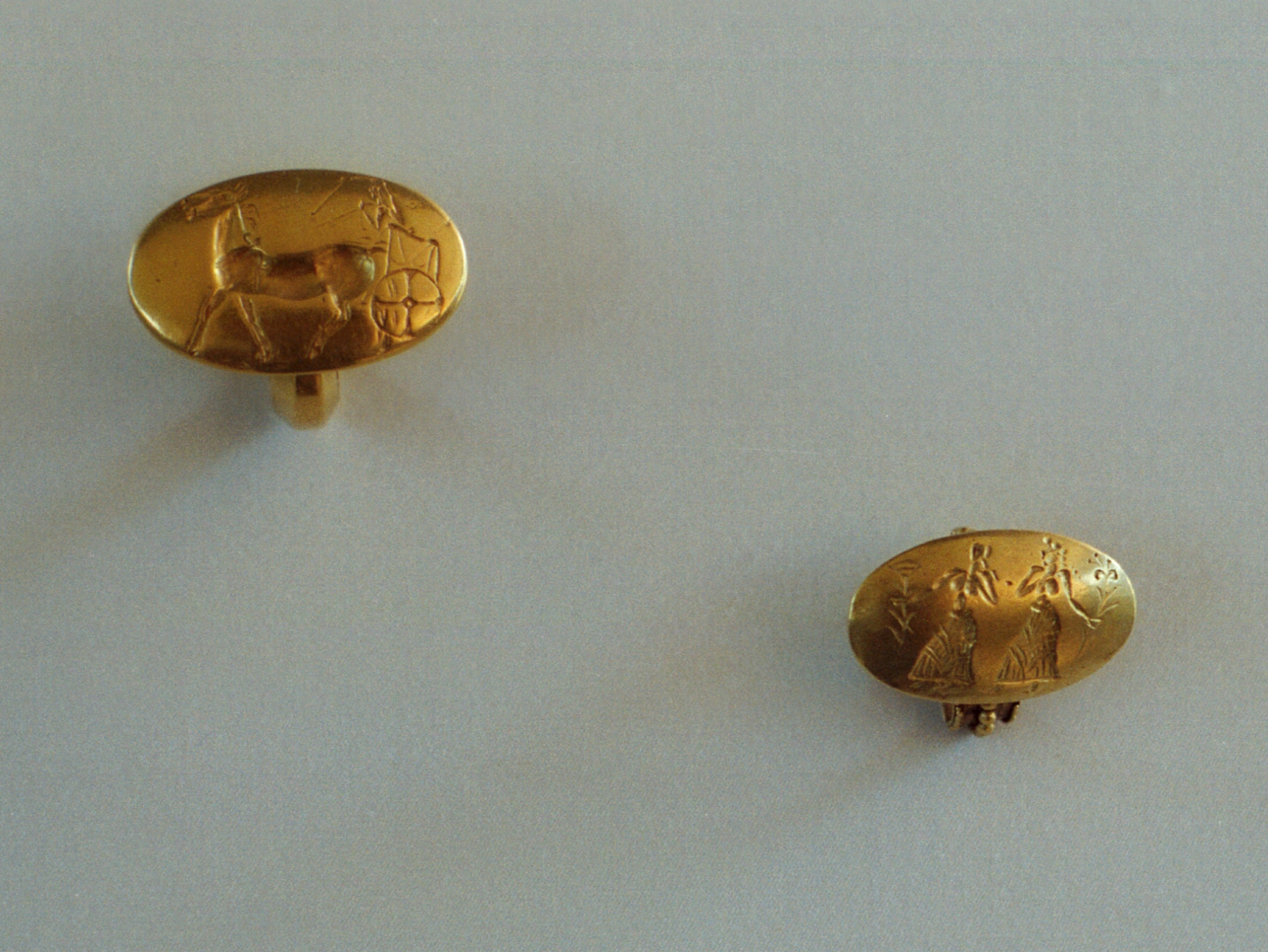
Goldringe mit Reliefs, Späthelladisch
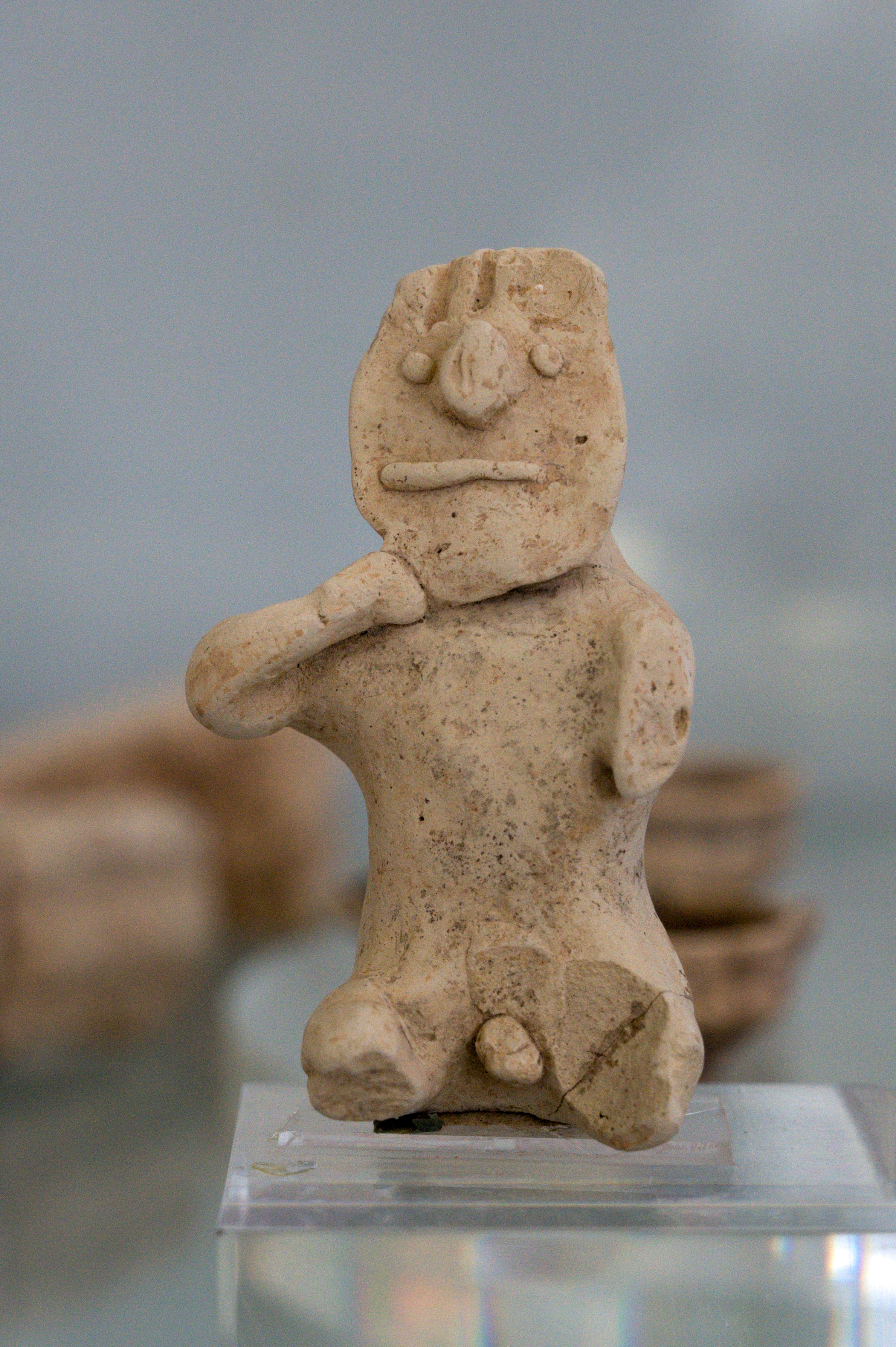
Opheltes, aus dem Heroon des Opheltes in Nemea